# دهستان احمدآباد (نظرآباد)
دهستان احمدآباد نام دهستانی در بخش مرکزی شهرستان نظرآباد، استان البرز در ایران است. براساس سرشماری مرکز آمار ایران در سال ۱۳۸۵، جمعیت آن ۵۷۹۲ نفر (۱۴۷۷ خانوار) بوده‌است.